# راهنجان
راهنجان یک روستا در ایران است که در دهستان ده‌ملا واقع شده‌است. راهنجان ۳۵۶ نفر جمعیت دارد.